# Mitja Marató de Vilanova
La Mitja Marató de Vilanova, de vegades anomenada Mitja Marató Ciutat de Vilanova, és una cursa atlètica en format de mitja marató que se celebra a la ciutat de Vilanova i la Geltrú des de l'any 1987.
La Mitja Marató de Vilanova, que forma part del calendari de la Challenge de Mitges Maratons de la Diputació de Barcelona, està organitzada per l'Associació Esportiva Evasion Running, amb la col·laboració de l'Ajuntament de Vilanova i la Geltrú i de la Diputació de Barcelona. En les darreres edicions, des del 2017, ha incorporat també la prova paral·lela del quart de marató i/o els 10 kms.